# (3956) Caspar
(3956) Caspar es un asteroide perteneciente al cinturón de asteroides, descubierto el 3 de noviembre de 1988 por Poul Jensen desde el Observatorio Brorfelde, Holbæk, Dinamarca.

## Designación y nombre
Designado provisionalmente como 1988 VL1. Fue nombrado Caspar en homenaje a "Gaspar Karstensen", nieto del descubridor.